# Knightia (pez)
Para la planta, véase Knightia.
Knightia es un género extinto de peces osteíctios prehistóricos de la familia Clupeidae, del orden Clupeiformes. Este género marino fue descrito científicamente por David Starr Jordan en 1907, en honor del difunto profesor de la Universidad de Wyoming, Clinton Knight, «un infatigable estudiante de la paleontología de las Montañas Rocosas».
Knightia es el fósil nacional del estado de Wyoming. Pertenece a la misma familia taxonómica de los arenques y las sardinas.
Al igual que con los clupeidos modernos, es probable que Knightia se haya alimentado de algas y diatomeas, así como de insectos y ocasionalmente de peces más pequeños.

## Anatomía
Estos peces presentaban dientes cónicos. Su tamaño varió según la especie, por ejemplo, el ejemplar de Knightia eocaena fue el más largo ya que llegó a crecer hasta los 25 centímetros (10 pulgadas), aunque la mayoría de los especímenes no superaban los 15 centímetros. Knightia alta era más corto y relativamente más ancho, con un promedio de entre 6 y 10 centímetros.

## Depredadores
En la Formación Green River se encuentran muchos fósiles de especies de peces más grandes que se aprovecharon de Knightia; especímenes de Diplomystus, Lepisosteus, Amphiplaga, Mioplosus, Phareodus, Amia y Astephus. En los dientes y estómagos de estos peces se han encontrado ejemplares de Knightia.

## Especies
Clasificación del género Knightia:
- † Knightia Jordan 1907
  - † Knightia alta
  - † Knightia bohaiensis
  - † Knightia branneri
  - † Knightia eocaena
  - † Knightia humulus
  - † Knightia irregularis
  - † Knightia vetusta
  - † Knightia yuyanga

## Galería

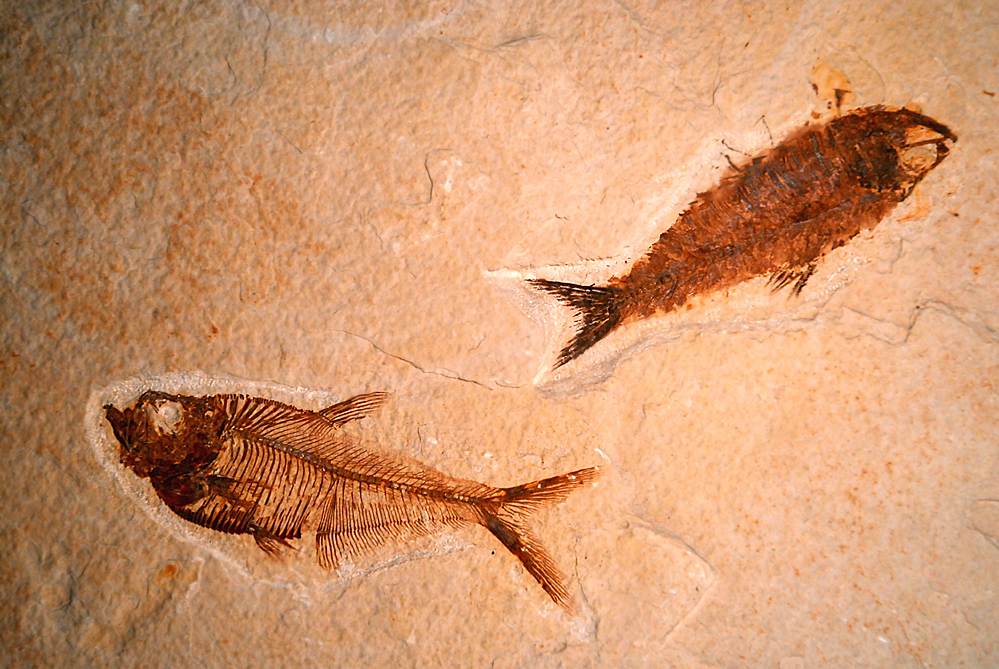
Diplomystus y Knightia
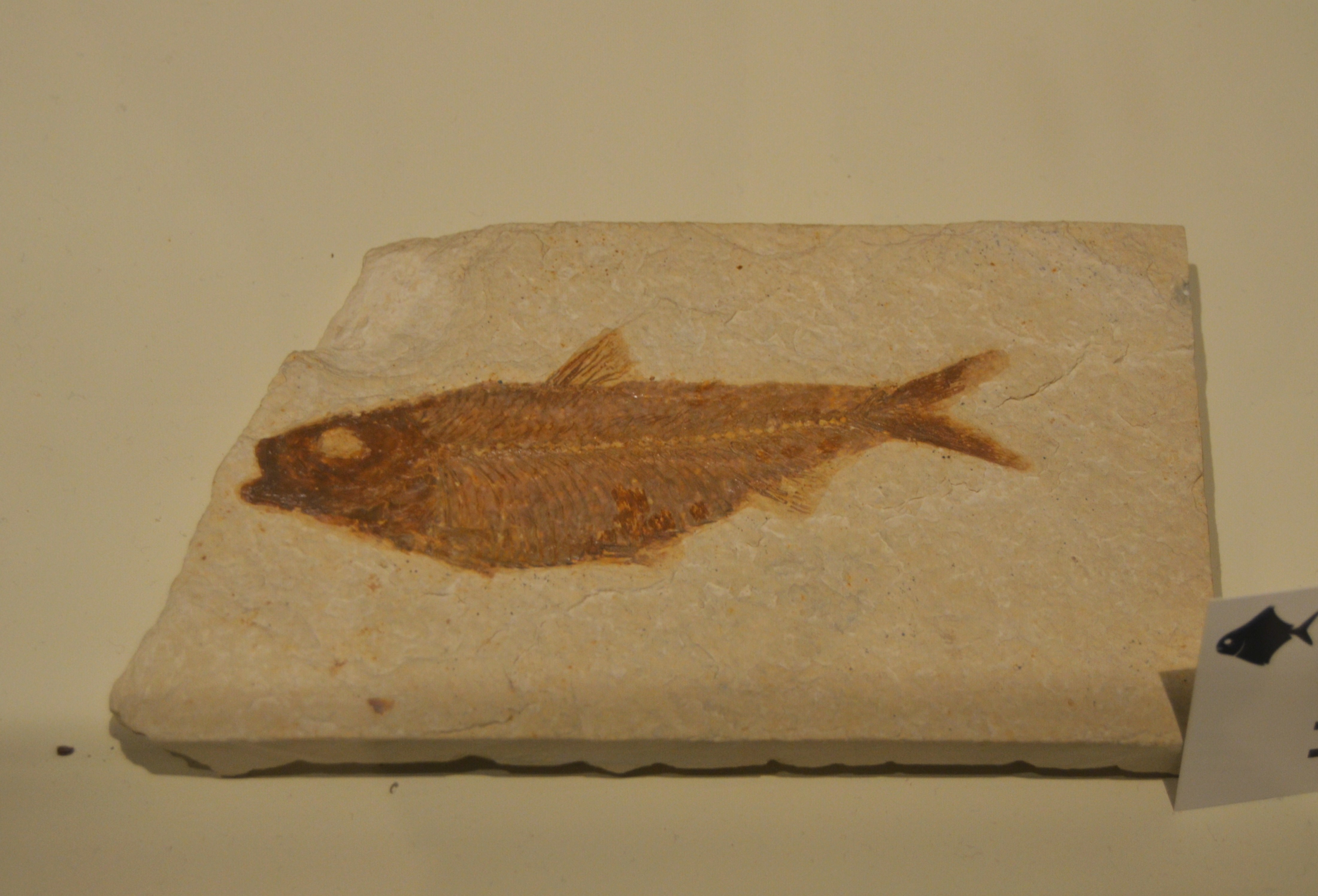
Knightia
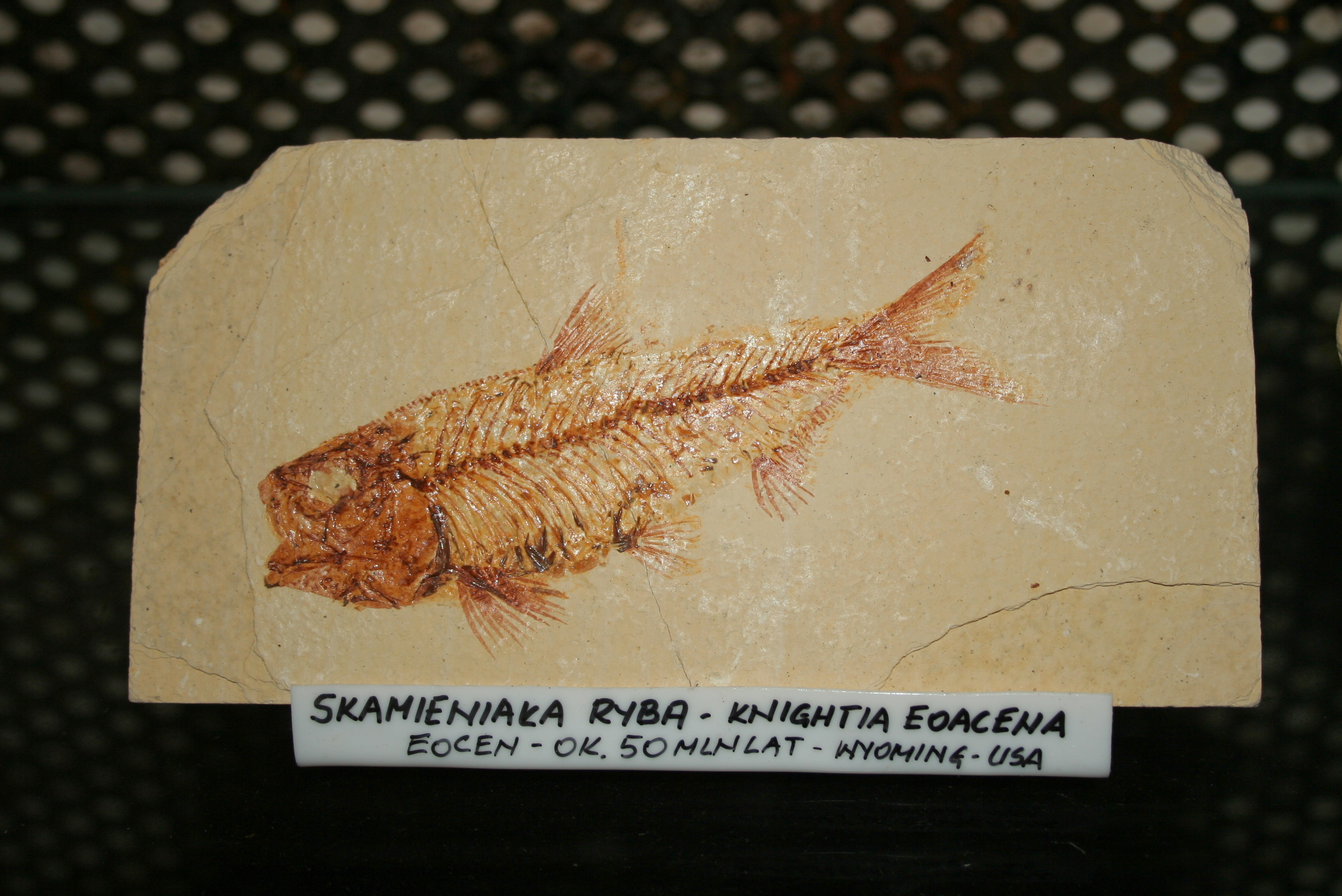
Knightia eocaena
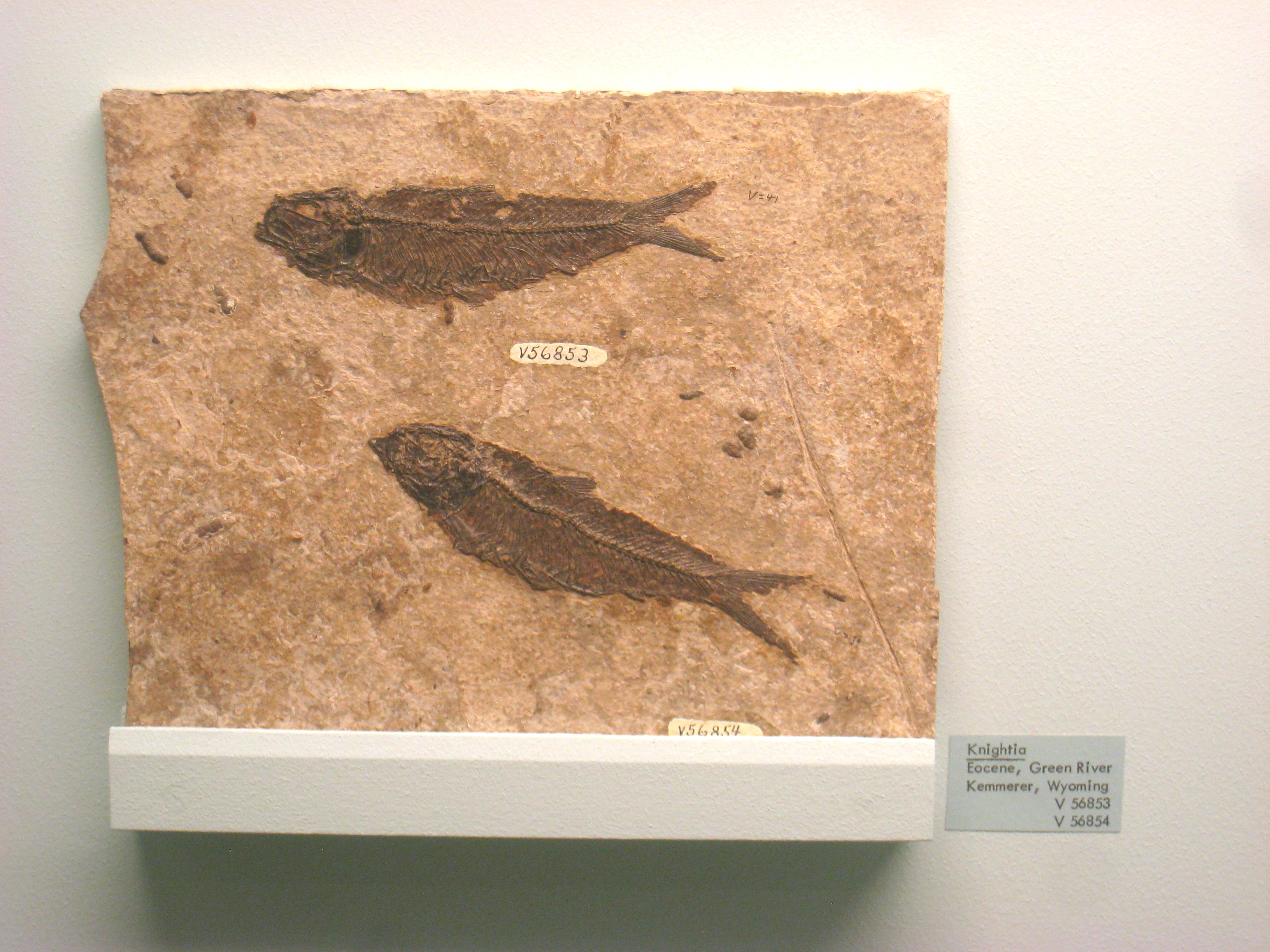
Knightia en el Museo de Historia Natural de Míchigan
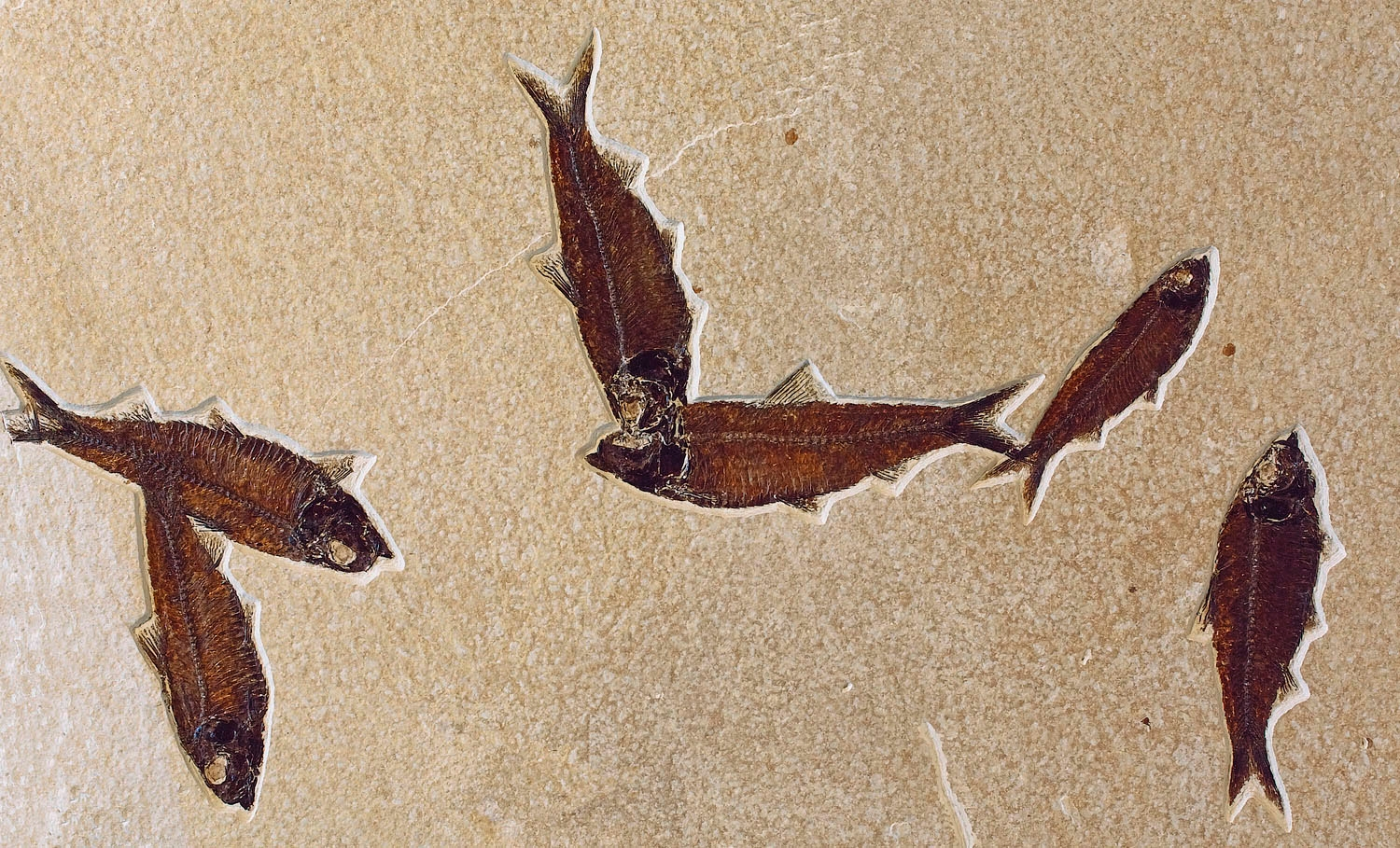
Varios fósiles de Knightia eocaena